# Slender Man-fallet
Slender Man-fallet är ett amerikanskt rättsfall. 31 maj 2014 påträffades en 12-årig flicka, Payton Leutner, svårt knivhuggen vid en vägkant i Waukesha utanför Milwaukee i delstaten  Wisconsin. Då polisen förhörde henne, uppgav hon att hon knivhuggits av sina jämnåriga vänner, Anissa Weier och Morgan Geyser. Båda flickorna greps senare samma dag och Leutner skrevs ut från sjukhuset efter sex dagar.

## Bakgrund
Slender Man är en fiktiv figur skapad 2009 inför en Photoshop-tävling på forumet Something Awful där syftet var att skapa paranormala bilder. Historien om Slender Man byggdes senare på av fler personer, som skapade fan fiction och flera varianter på Slender Man-figuren.
Slender Man framställs som en lång, ansiktslös man i svart kostym och med tentakler på ryggen. Enligt historien om Slender Man kan figuren orsaka minnesförlust, hostattacker och paranoia. Han avbildas ofta gömd i skogsmiljö eller då han förföljer barn.

## Händelserna före dådet
Såväl Weier (född 10 november 2001) som Geyser (född 16 maj 2002) var 12 år gamla vid tiden för dådet och så var även Leutner. De var klasskamrater i samma skola och hade sovit över hos Geyser för att i efterhand fira hennes födelsedag. Flickorna hade upptäckt Slender Man på Creepypasta Wiki, en webbplats för creepypasta. De två flickorna uppgav att de vid den här tiden trodde att Slender Man var en verklig figur och ville visa sin lojalitet mot honom så att de kunde bli hans proxies, det vill säga hans ombud eller följare, kunna bevisa hans existens och hindra honom från att skada deras familjer. Båda trodde att det enda sättet att bli Slender Mans ombud var att mörda någon. De trodde också att de efter mordet skulle bli Slender Mans tjänstefolk och att de då skulle få bo i hans stora hus i Nicolet National Forest.
De bestämde sig för att mörda en gemensam vän och uppgifter i utredningen tydde på att de ursprungligen bestämt sig för att utföra mordet klockan 2 på natten den 31 maj 2014, när Leutner skulle sova över för att i efterhand fira Geysers 12-årsdag. De avsåg tejpa för Leutners mun, hugga henne i nacken med en kökskniv och sedan fly. Av någon anledning blev det inte av, men en av flickorna skall ha fördröjt attacken eftersom hon ansåg att hon ville ge Leutner ytterligare en dag i livet.

## Dådet
Flickorna planerade att genomföra dådet på lördagmorgonen, på en toalett i en närbelägen park. Istället valde de att anfalla Leutner i en skogsparti inte långt därifrån under sken av att de skulle leka kurragömma. Skogspartiet, som numera är borttaget, låg sydost om T-korsningen East Rivera Drive/Big Bend Road. Under leken brottade Geyser ner Leutner, men det uppstod en diskussion om vem som skulle knivhugga henne. Enligt inledande uppgifter i media skall Geyser ha beordrat Weier att hugga; Geyser gjorde det istället själv på uppmaning av Weier. Senare uppgifter har visat att Weier sade sig inte kunnat göra det, varför Geyser knivhögg Leutner 19 gånger med en 13 cm lång kökskniv. Två av huggen träffade större artärer. Ett av de två huggen var en millimeter från hjärtat och det andra trängde genom diafragman, in i magen och levern. Omedelbart efter dådet sade Weier åt Leutner att ligga kvar så att det inte skulle blöda så mycket medan de hämtade hjälp, men istället flydde flickorna norrut.

## Rättsligt efterspel
I förhör uppgav Weier och Geyser att de sedan december 2012 gemensamt planerat och utfört knivattacken i syftet att tillfredsställa den fiktiva figuren Slender Man. De var övertygade om att han existerade och att om de inte utförde en attack skulle deras familjer skadas. Förhandlingarna i rätten drog ut på tiden. Båda flickorna nekade och åberopade inledningsvis förmildrande omständigheter på grund av allvarlig psykisk störning. I en uppgörelse med åklagarsidan kom försvarsadvokaterna överens om att i det fall flickorna istället erkände sig skyldiga, skulle åklagaren inte kräva att de dömdes till fängelsestraff utan till rättspsykiatrisk vård. Rättegången mot Anissa Weier inleddes 11 september 2017. 21 december 2017 dömdes Weier till rättspsykiatrisk vård i 25 år, med möjlighet till utskrivning tidigast 2020.
Geyser erbjöds en överenskommelse som innebar att hon inte skulle behöva genomgå rättegång, utan istället skulle undersökas av psykiatrisk expertis för att avgöra hur lång tid hon antogs behöva rättpsykiatrisk vård. Hon erkände sig senare skyldig, men befanns icke skyldig på grund av allvarlig psykisk störning och fick diagnosen schizofreni, vilket även hennes far har. Hon dömdes till rättpsykiatrisk vård i 40 år.